# Rūzaneh
Rūzaneh (persiska: روزنه) är en ort i Iran.   Den ligger i provinsen Khuzestan, i den centrala delen av landet, 600 km söder om huvudstaden Teheran. Rūzaneh ligger 16 meter över havet och antalet invånare är 104.
Terrängen runt Rūzaneh är mycket platt.Runt Rūzaneh är det ganska tätbefolkat, med 144 invånare per kvadratkilometer. Närmaste större samhälle är Malīget, 10,4 km norr om Rūzaneh. Trakten runt Rūzaneh är ofruktbar med lite eller ingen växtlighet.